# Кутахов, Владимир Павлович
Владимир Павлович Кутахов (род. 18 мая 1947, Кировск) — генерал-лейтенант, заместитель начальника Военно-воздушной инженерной академии имени профессора Н. Е. Жуковского, доктор технических наук, профессор, заслуженный деятель науки РФ (1997).

## Биография

### Ранние годы
Родился 18 мая 1947 года в городе Кировске Мурманской области. В 1969 году с отличием окончил Киевское высшее военное авиационное инженерное училище.

### Научная работа
В 1971 году поступил в адъюнктуру Военно-воздушной инженерной академии (ВВИА) имени Н. Е. Жуковского. В 1974 году защитил кандидатскую диссертацию, в 1984 — докторскую.
Служил в войсках и в высших военно-учебных заведениях Министерства обороны. Заместитель начальника ВВИА им. Н. Е. Жуковского (1992). Председатель экспертного совета ВАК РФ (1997).
Педагог и ученый в области разработки авиационных аппаратурно-интегрированных комплексов и информационных систем. Руководитель и участник работ по обоснованию направлений развития оптоэлектронных бортовых систем и комплексов, методологии внедрения информационных технологий в учебном процессе. Автор научных трудов, учебников и изобретений по проблемам создания новых образцов авиационного вооружения, подготовки научных и инженерных кадров.
Член Совета директоров ОАО «Корпорация «Аэрокосмическое оборудование».

### Семья
- Отец — Павел Степанович Кутахов (1914—1984) — советский военачальник, Главный маршал авиации (1972), дважды Герой Советского Союза, заслуженный военный лётчик СССР.
- Сын — Павел Владимирович Кутахов (р. 12.12.1971) — полковник, начальник управления заказов по совершенствованию технической основы системы управления ВС РФ[3], проходил фигурантом по одному из дел о мошенничестве в Минобороны России[4].